# Gare de Cesson-Sévigné
Ne doit pas être confondu avec Gare de Cesson.
La gare de Cesson-Sévigné est une gare ferroviaire française de la ligne de Paris-Montparnasse à Brest, située sur le territoire de la commune de Cesson-Sévigné, dans le département d'Ille-et-Vilaine en région Bretagne.
Ouverte en 1994, c'est une halte ferroviaire de la Société nationale des chemins de fer français (SNCF) desservie par des trains express régionaux du réseau TER Bretagne, circulant entre Rennes et Vitré.

## Situation ferroviaire
Établie à 33 m d'altitude, la gare de Cesson-Sévigné est située au point kilométrique (PK) 367,931 de la ligne de Paris-Montparnasse à Brest, entre les gares de Noyal - Acigné et Rennes.

## Histoire
La halte est ouverte en juin 1994, la même année que la gare de Rennes-La Poterie.

## Fréquentation
De 2015 à 2023, selon les estimations de la SNCF, la fréquentation annuelle de la gare s'élève aux nombres indiqués dans le tableau ci-dessous.
| Année                     | 2015    | 2016    | 2017    | 2018    | 2019    | 2020    | 2021    | 2022    | 2023    |
| ------------------------- | ------- | ------- | ------- | ------- | ------- | ------- | ------- | ------- | ------- |
| Voyageurs                 | 129 342 | 124 095 | 117 985 | 119 278 | 145 459 | 97 045  | 107 038 | 166 593 | 182 461 |
| Voyageurs + non voyageurs | 161 678 | 155 119 | 147 481 | 149 097 | 181 824 | 121 307 | 133 798 | 208 241 | 228 077 |

## Services voyageurs

### Accueil
La halte est un point d'arrêt non géré (PANG) à entrée libre. Elle offre un stationnement à libre accès et six abris à vélo sécurisés (boxes). Elle est située dans la zone de validité des titres de transport intermodaux Unipass de Rennes Métropole,.

### Desserte
Cesson-Sévigné est desservie par environ vingt trains quotidiens TER Bretagne (dans chaque sens) qui circulent entre les gares de Rennes et Vitré.

### Intermodalité
La gare est desservie par les lignes de bus 14, 34, 67 et 214 du STAR. Un stationnement pour les véhicules y est aménagé.